# مجزرة صوحان
| مجازر الجزائر في 1997                                               |          |              |
| مجازر قتل فيها أكثر من 50 مدني: راجع حرب العشرية السوداء في الجزائر |          |              |
| مجزرة ثاليت                                                         | 52 قتيل  | 4-3 أفريل    |
| مجزرة حوش خميستي                                                    | 93 قتيل  | 21 أفريل     |
| مجزرة ضاية لبقور                                                    | 50 قتيل  | 16 جوان      |
| مجزرة سي زروق                                                       | 58 قتيل  | 27 جويلية    |
| مجزرة أولاد الحد مزوارة                                             | 76 قتيل  | 3 أوت        |
| مجزرة صوحان                                                         | 65 قتيل  | 21-20 أوت    |
| مجزرة بني علي                                                       | 64 قتيل  | 26 أوت       |
| مجزرة الرايس                                                        | 800 قتيل | 29 أوت       |
| مجزرة بني مسوس                                                      | 87 قتيل  | 6-5 سبتمبر   |
| مجزرة قلب الكبير                                                    | 53 قتيل  | 19 سبتمبر    |
| مجزرة بن طلحة                                                       | 400 قتيل | 22 سبتمبر    |
| مجزرة سيدي العنتري                                                  | 117 قتيل | 24-23 ديسمبر |
| مجازر ولاية غيليزان                                                 | 412 قتيل | 30 ديسمبر    |
| 1996 -[عدل مصدر ] - 1998                                            |          |              |

وقعت أكبر مجازر صوحان في بلدة صوحان الجبلية الصغيرة (حوالي 25 كم جنوب الجزائر العاصمة ، بين الأربعاء وتابلاط ) في 20-21 آب / أغسطس 1997. قُتل 60-65 شخصًا واختطفت 15 امرأة ؛ أثار الإرهاب الناتج عن ذلك نزوحًا جماعيًا، مما أدى إلى انخفاض عدد سكان المدينة من 4000 نسمة قبل المجزرة إلى 103 فقط في عام 2002. وقعت مذابح على نطاق صغير في وقت لاحق في 27 نوفمبر 1997 (قتل 18 رجلاً و 3 نساء و 4 أطفال) وفي 2 مارس 2000، عندما قُتل ما يقرب من 10 أشخاص من منزل واحد على يد رجال حرب العصابات. أُلقي اللوم في المجازر على الجماعات الإسلامية مثل الجماعة الإسلامية المسلحة.

## روابط خارجية
- صوحان في عام 2005
- ديلي نيوز التركية
- عنف
- داجسبلاديت